# Abaristophora tonnoiri
Abaristophora tonnoiri là một loài ruồi được Schmitz phát hiện năm 1939. Loài này được ghi nhận trong Systema Dipterorum với danh pháp Antipodiphora tonnoiri.